# Paraglycia
Paraglycia is een geslacht van kevers uit de familie van de loopkevers (Carabidae). De wetenschappelijke naam van het geslacht is voor het eerst geldig gepubliceerd in 1904 door Bedel.

## Soorten
Het geslacht Paraglycia omvat de volgende soorten:
- Paraglycia castanea (Boheman, 1848)
- Paraglycia cyanochloris Felix & Muilwijk, 2009
- Paraglycia obscuripennis (Fairmaire, 1886)
- Paraglycia picea (Boheman, 1848)
- Paraglycia rufula (Gory, 1833)
- Paraglycia sulcatula (Fairmaire, 1887)